# Bernardo II del Congo
Bernardo II del Congo (Mbanza Congo, 1570 – Mbanza Congo, 20 agosto 1615) è stato un re congolese.
Salì al trono illegittimamente dopo la morte del fratellastro. Mezzo anno dopo perse il trono e la vita, perché perse l'appoggio del duca di Umbamba, che lo aveva mantenuto al potere. Fu detronizzato e poi decapitato. Gli successe il figlio del re precedente che aveva spodestato dal potere: Álvaro III del Congo.

## Biografia
Bernardo II era figlio del re Álvaro I e servitore del re. Álvaro II, successore di Álvaro I, era suo fratellastro. Álvaro II morì il 9 agosto 1614 e D. Bernardo vide l'opportunità di salire al trono. Alleatosi con D. Antônio da Silva, duca di Umbamba, prese il potere. Rimase al potere finché ebbe l'appoggio del duca.
Tuttavia, meno di un anno dopo, il 20 agosto 1615, lo stesso D. Antônio da Silva contribuì a detronizzarlo, adducendo una mancanza di rispetto per la religione cristiana.
Gli successe Álvaro III, suocero di D. Antônio da Silva. Dopo la sua deposizione, Bernardo fu assassinato per evitare ulteriori rivendicazioni. Il suo corpo decapitato fu sepolto dal clero locale.